# 4.º distrito congresional de Washington
El 4.º distrito congresional es un distrito congresional que elige a un Representante para la Cámara de Representantes de los Estados Unidos por el estado de Washington.  Según la Oficina del Censo, en 2011 el distrito tenía una población de 760 107 habitantes. Actualmente el distrito está representado por el Republicano Doc Hastings.

## Geografía
El 4.º distrito congresional se encuentra ubicado en las coordenadas 47°17′41″N 119°42′26″O / 47.29472, -119.70722.

## Demografía
Según la Oficina del Censo de los Estados Unidos, en 2011 había 760 107 personas residiendo en el 4.º distrito congresional. De los 760 107 habitantes, el distrito estaba compuesto por 598 409 (78.7%) blancos; de esos, 578 295 (76.1%) eran blancos no latinos o hispanos. Además 7 630 (1%) eran afroamericanos o negros, 16 373 (2.2%) eran nativos de Alaska o amerindios, 11 566 (1.5%) eran asiáticos, 504 (0.1%) eran nativos de Hawái o isleños del Pacífico, 122 980 (16.2%) eran de otras razas y 22 759 (3%) pertenecían a dos o más razas. Del total de la población 250 996 (33%) eran hispanos o latinos de cualquier raza; 235 545 (31%) eran de ascendencia mexicana, 2 050 (0.3%) puertorriqueña y 478 (0.1%) cubana. Además del inglés, había 186 738 (26.7%) personas de más cinco años que solamente hablaba el español en casa.
El número total de hogares en el distrito era de 265 419, y el 71% eran familias en la cual el 34.8 tenían menores de 18 años de edad viviendo con ellos. De todas las familias viviendo en el distrito, solamente el 53.3% eran matrimonios. Del total de hogares en el distrito, el 6.8 eran parejas que no estaban casadas, mientras que el 0.3% eran parejas del mismo sexo. El promedio de personas por hogar era de 2.82. 
En 2011 los ingresos medios por hogar en el distrito congresional eran de US$48 083, y los ingresos medios por familia eran de US$67 500. Los hogares que no formaban una familia tenían unos ingresos de US$78 890. El salario promedio de tiempo completo para los hombres era de US$43 163 frente a los US$33 070 para las mujeres. La renta per cápita para el distrito era de US$21 314. Alrededor del 14.5% de la población estaban por debajo del umbral de pobreza.